# 威伦霍尔
威伦霍尔（Willenhall）是位於英格蘭西米德蘭茲的一個城鎮。據2011年人口普查，威伦霍尔有人口28,480人。威伦霍尔是黑鄉地區的一部分。

## 友好城市
- 法國 德朗西